# Mir-Cassiopée
Cassiopée war die Bezeichnung für eine französisch-russische Forschungsmission, während der sich die französische Raumfahrerin Claudie André-Deshays zwei Wochen lang an Bord der russischen Raumstation Mir befand.

## Vorbereitung
Nach Aragatz, Antares und Altair war Cassiopée (französisch für das Sternbild Kassiopeia) die vierte französische Forschungsmission an Bord der Raumstation Mir.
Als Besatzung wurde im Juli 1994 Claudie André-Deshays nominiert, die schon bei der letzten französischen Mir-Mission Reservistin war. Léopold Eyharts wurde als ihr Ersatzmann eingeteilt.
Ab 10. Januar 1995 bereiteten die beiden sich im Juri-Gagarin-Kosmonautentrainingszentrum bei Moskau auf ihren Einsatz vor. Die Ausbildung umfasste zehn Monate Theorie und acht Monate praktische Ausbildung an Simulatoren.

## Wissenschaftliches Programm
Auch diese Forschungsmission führte wieder eine Vielzahl wissenschaftlicher und technischer Untersuchungen durch. Die Experimente wurden von der französischen Leitstelle CADMOS in Toulouse begleitet.

### Biowissenschaft
- COGNILAB: Dies ist ein modulares Labor der Neurowissenschaften und Robotik zur Untersuchung des Nervensystems.
- FERTILE: Bei diesem Experiment wurde die Entwicklung von Embryonen des Rippenmolchs in der Schwerelosigkeit beobachtet. Rippenmolch-Weibchen können Sperma mehrere Monate in ihrem Körper aufbewahren. Eine Hormon-Injektion genügt, dass befruchtete Eier entstehen, die in unterschiedlichen Stadien fixiert wurden. FERTILE wurde bei der nachfolgenden Mission Pégase weitergeführt.
- PHYSIOLAB: Dieses Labor ermöglichte die Untersuchung des Blutkreislaufs vor, während und nach dem Raumflug.

### Materialwissenschaft
- ALICE 2: Wie beim letzten Raumflug wurden wieder hydrodynamische und thermische Untersuchungen von Flüssigkeiten in der Nähe des kritischen Punkts durchgeführt. Die Instrumente waren gegenüber der Mission Altair wesentlich überarbeitet worden.

### Technologie
- CASTOR: Dieses Gerät diente der Vorhersage und der Messung von Schwingungen großer Strukturen in der Schwerelosigkeit, zum Beispiel der Raumstation Mir selbst. Damit konnte die Effizienz von Dämpfern an bestimmten Stellen modelliert werden.

## Missionsverlauf
Die Ausrüstung der Forschungsmission wurde mit dem Raumfrachter Progress M-32 zur Raumstation Mir gebracht. Der ursprünglich für den 25. Juli 1996 vorgesehene Start wurde jedoch aufgrund eines Defekts der Sojus-Rakete kurz vor dem Abheben abgebrochen. Am 31. Juli konnte Progress M-32 dann aber ohne Probleme abheben und zwei Tage später an der Mir anlegen.
Claudie André-Deshays sollte ursprünglich zusammen mit Gennadi Manakow und Pawel Winogradow an Bord von Sojus TM-24 starten. Am 7. August wurden jedoch bei Manakow Herzstörungen festgestellt, so dass er nicht raumflugtauglich war. Wie bei den Russen üblich wurde die Mannschaft komplett ausgetauscht, so dass die Reserveleute Waleri Korsun und Alexander Kaleri zum Zug kamen.
Der Start von Sojus TM-24 mit Korsun, Kaleri und André-Deshays erfolgte am 17. August 1996. Die Kopplung an die Raumstation erfolgte wie üblich zwei Tage später. Kurz zuvor musste der Frachter Progress M-32 noch den Kopplungsstutzen für das anrückende Sojus-Raumschiff frei machen, obwohl das Umpumpen des Treibstoffs vom Progress in die Mir noch nicht beendet war. Für die Dauer der von Cassiopée wurde der Frachter in einiger Entfernung von der Raumstation in eine Parkposition gebracht.
An Bord der Mir wurden die drei Neuankömmlinge von Kommandant Juri Onufrijenko, Bordingenieur Juri Ussatschow und der NASA-Astronautin Shannon Lucid begrüßt. Onufrijenko und Ussatschow waren schon seit sechs Monaten an Bord und sollten demnächst abgelöst werden, Lucid war im Rahmen des Shuttle-Mir-Programms vor fünf Monaten vom Space Shuttle zur Mir gebracht worden.
Die beiden Frauen hatten ihre Schlafräume abseits denen der vier Männer: Claudie André-Deshays bezog das neue Forschungsmodul Priroda, während Shannon Lucid im Modul Spektr wohnte.
Während der folgenden zwei Wochen führten die sechs Raumfahrer das vorbereitete Forschungsprogramm durch.
Am 2. September begab sich Claudie André-Deshays zusammen mit Onufrijenko und Ussatschow in das Raumschiff Sojus TM-23. Korsun und Kaleri blieben als neue Langzeitbesatzung an Bord der Mir zurück. Shannon Lucid sollte zwei Wochen später durch den NASA-Astronauten John Blaha abgelöst werden.
Drei Stunden nachdem die Luken geschlossen waren, koppelte Sojus TM-23 von der Mir ab, die Landung erfolgte drei weitere Stunden später in Kasachstan.